# Sei minuti all'alba
Sei minuti all'alba è il secondo album in studio del cantante italiano Enzo Jannacci, pubblicato il 16 luglio 1966 dalla Jolly.
L'album è stato ripubblicato nel 1971 dalla Joker, con la medesima lista tracce.

## Il disco
La title track è dedicata al padre del cantautore, che durante la Seconda guerra mondiale combatté come partigiano e si distinse nella difesa della sede dell'Aeronautica Militare in piazza Novelli a Milano.
La canzone L'è tri dì (brano tradizionale milanese) era stata già incisa l'anno precedente dal  gruppo dei Gufi, con il titolo L'è tri di ch'el piov el fioca; la versione di Jannacci ne ricalca l'arrangiamento. Il disco contiene inoltre una versione della celebre Faceva il palo, scritta dal cabarettista milanese Walter Valdi (a cui Jannacci cambia la musica).
Arrangiamenti di Enzo Jannacci, tranne Faceva il Palo e Ho soffrito, arrangiate dal maestro Giulio Libano, e L'appassionata, arrangiata da Alberto Baldan.

## Tracce

### Lato A
1. Sei minuti all'alba (testo e musica di Enzo Jannacci)
2. Soldato Nencini (testo e musica di Enzo Jannacci)
3. E io ho visto un uomo (testo e musica di Enzo Jannacci)
4. La balilla (testo di Enzo Jannacci; musica tradizionale)
5. Faceva il palo (testo di Walter Valdi; musica di Enzo Jannacci)
6. Dona che te durmivet (testo e musica di Enzo Jannacci)

### Lato B
1. Cosa portavi bella ragazza (testo e musica di Enzo Jannacci)
2. Chissà se è vero (testo e musica di Enzo Jannacci)
3. L'appassionata (testo italiano di Leo Chiosso; musica di Guy Marchand)
4. E savè (testo e musica di Enzo Jannacci)
5. L'è tri dì (testo e musica tradizionali)
6. Ho soffrito (testo di Marcello Marchesi e Cochi Ponzoni; musica di Enzo Jannacci)